# Arbre palindromique
Un arbre palindrome ou arbre palindromique, aussi appelé arbre eertree, est un graphe utilisé pour des algorithmes de combinatoire des mots.

## Description
L'arbre palindrome pour un mot {\displaystyle S} de longueur  {\displaystyle n} est une structure de donnée sous forme d'un graphe proche d'un arbre et qui représentent tous les palindromes distincts qui sont facteurs de {\displaystyle S} avec une place additionnelle en {\displaystyle O(n)}. 
Lorsque {\displaystyle S} est de longueur {\displaystyle n} sur un alphabet de taille {\displaystyle \sigma } et est donnée on-line, l'arbre peut être construit en temps  {\displaystyle O(n\log \sigma )} et place {\displaystyle O(n)}.
Les sommets du graphe représentent des palindromes, les arcs décrivent le passage d'un palindrome au suivant ou à un précédent. 
Il y a deux types d'arcs, des arcs directs — qui sont les arcs d'un arbre — et des liens suffixes qui permettent de revenir en arrière.
Les arcs directs sont étiquetés par des symboles de l'alphabet. Il y a un arc direct du sommet {\displaystyle u} vers le sommet {\displaystyle v} étiqueté par la lettre {\displaystyle a} si {\displaystyle v=aua} :
{\displaystyle u\xrightarrow {a} v\iff v=aua}.
Ainsi, on a dans l'exemple, les arcs
{\displaystyle {\mathsf {t}}\xrightarrow {\mathsf {r}} {\mathsf {rtr}}\xrightarrow {\mathsf {e}} {\mathsf {ertre}}\xrightarrow {\mathsf {e}} {\mathsf {eertree}}}.
Les liens suffixes sont des arcs qui vont d'un sommet {\displaystyle u} au sommet {\displaystyle v}, où {\displaystyle v} est le plus long suffixe palindrome propre de {\displaystyle u}. Dans l'exemple, les liens suffixes sont tracés en rouge. On a par exemple :
{\displaystyle {\mathsf {eertree}}\ {\color {Red}\to }\ {\mathsf {ee}}\ {\color {Red}\to }\ {\mathsf {e}}\ {\color {Red}\to }\ 0}.
Deux sommets spéciaux sont ajoutés à la structure :
- le sommet {\displaystyle -1} qui est la racine de l'arbre ; les arcs sortant de ce sommet et étiqueté {\displaystyle a} ont pour extrémité le sommet {\displaystyle a} ; on a donc, pour tout symbole figurant dans {\displaystyle S}, l'arc

{\displaystyle -1\xrightarrow {a} a}.
- Le sommet {\displaystyle 0} qui représente le mot vide (qui est un palindrome) ; on a alors

{\displaystyle 0\xrightarrow {a} aa}
si {\displaystyle aa} est facteur de {\displaystyle S}. Le sommet {\displaystyle 0} est le lien suffixe du sommet {\displaystyle -1} et de lui-même.
La notation curieuse pour ces sommets particuliers est une conséquence de la numérotation des sommets de l'arbre, qui va de 1 jusqu'à un entier qui est aussi le nombre de palindromes figurant dans le mot {\displaystyle S}.

## Complexité
On peut montrer que la construction de l'arbre palindromique peur se faire en temps {\displaystyle O(n\log \sigma )} et place {\displaystyle O(n)}. Des variantes ont été données notamment par Mieno, Watanabe et al..

## Articles liés
- Palindrome
- Longueur palindromique d'un mot